# منتخب ليتوانيا لهوكي الحقل للسيدات
منتخب ليتوانيا الوطني لهوكي الحقل للسيدات (بالليتوانية: Lietuvos moterų žolės riedulio rinktinė)‏ هو ممثل ليتوانيا الرسمي في المنافسات الدولية في هوكي الحقل للسيدات.